# 大南寮
大南寮為香港沙田區的一條鄉村，鄰近石古壟、南山、黃泥頭、綠怡雅苑和帝堡城。
大南寮原名大藍寮，皆因該處村民世代均種植一種名「大藍」的樹而得名，後人再稱之為「大南」。全村村民姓劉，原籍廣東省興寧縣，至今已傳二十代，估計已有三百餘年歷史。村民早年生活艱苦，主要靠耕田及上山斬柴為主，近年大多已往海外謀生。村中設有祠堂、大王及伯公壇，祭祀均在此等地方進行，卻並無其他特別習俗，至於其他情況，亦與鄰村無大分別。